# みつわ台駅

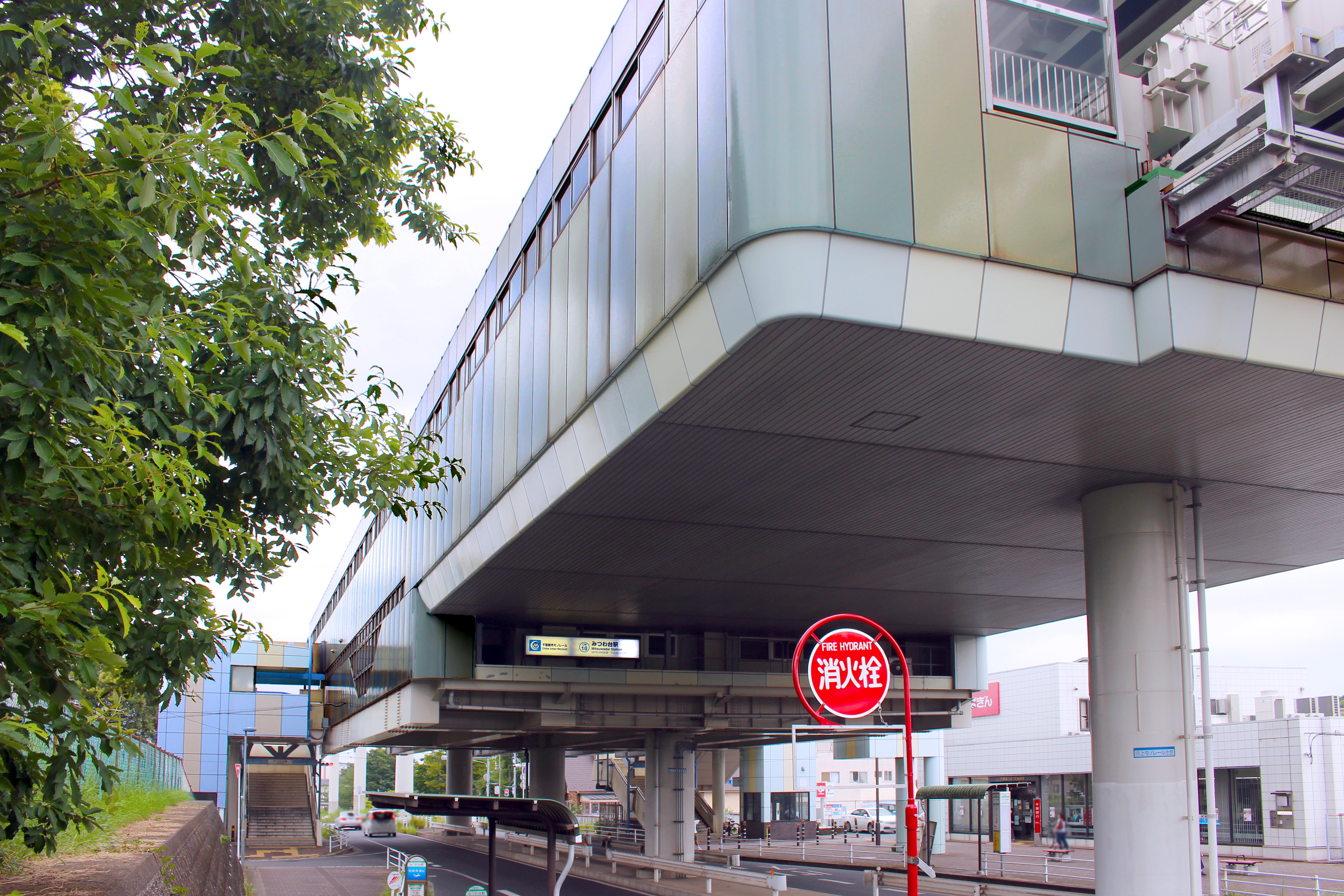
西側出入口（2024年7月）

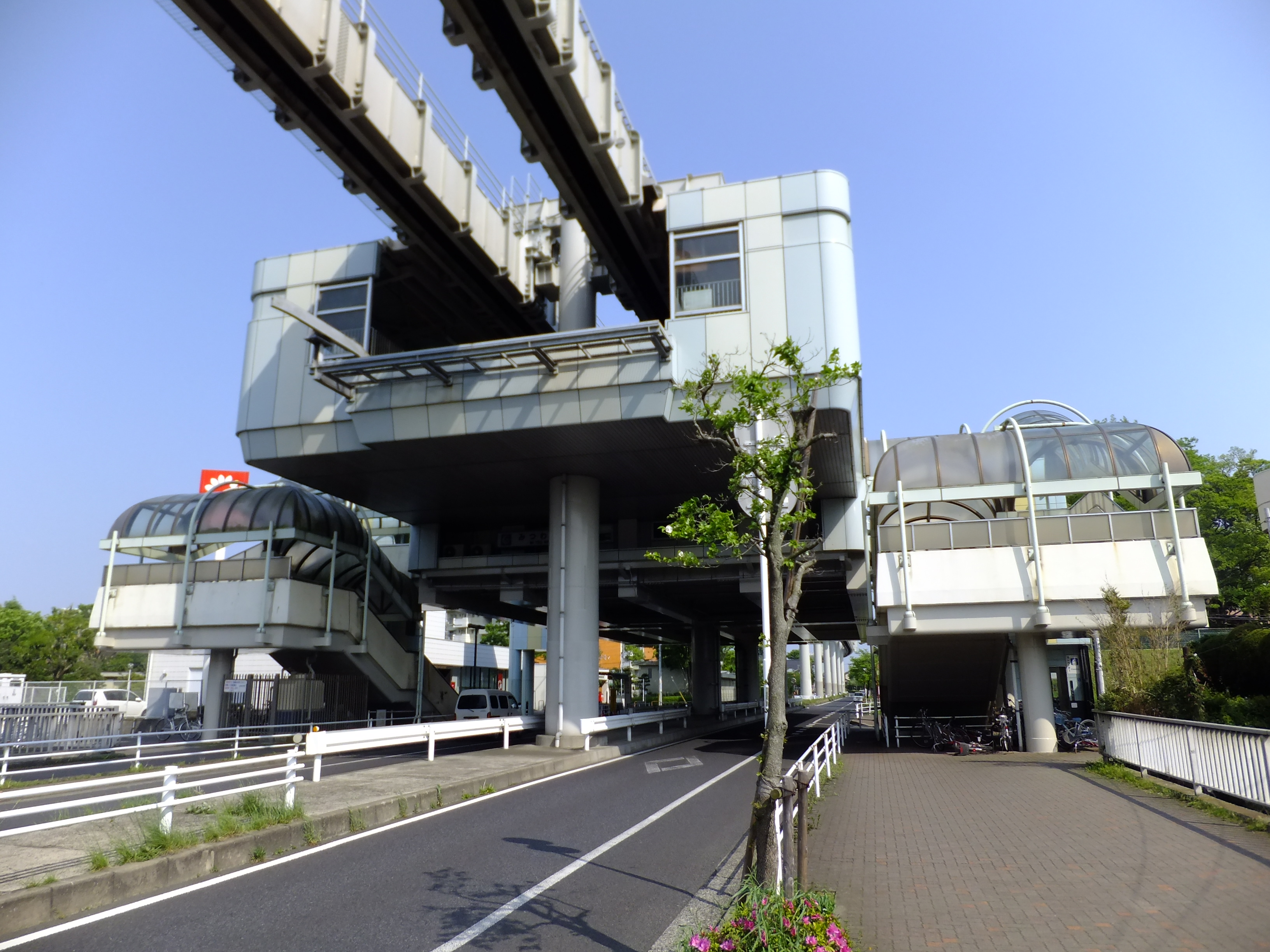
駅舎北側（2012年5月）

みつわ台駅（みつわだいえき）は、千葉県千葉市若葉区みつわ台三丁目にある、千葉都市モノレール2号線の駅である。駅番号はCM10。

## 歴史
- 1988年（昭和63年）3月28日 - 開業[1][2]。
- 2009年（平成21年）3月14日 - ICカード「PASMO」の利用が可能となる[3][1]。

## 駅構造
相対式ホーム2面2線を持つ高架駅で、バリアフリー設備として地平から改札階へのエレベーター（改札外東側・西側出入口）と、改札階からホームへのエレベーター（改札内）がそれぞれ設置されている。改札口は北側（千葉方面）に1か所あり、自動改札機、自動券売機が設置されている。
出入口は改札外コンコースより東側に1か所（東側出入口）と地平から改札階へのエレベーター1基、西側に1か所（西側出入口）と地平から改札階へのエレベーター1基がある。

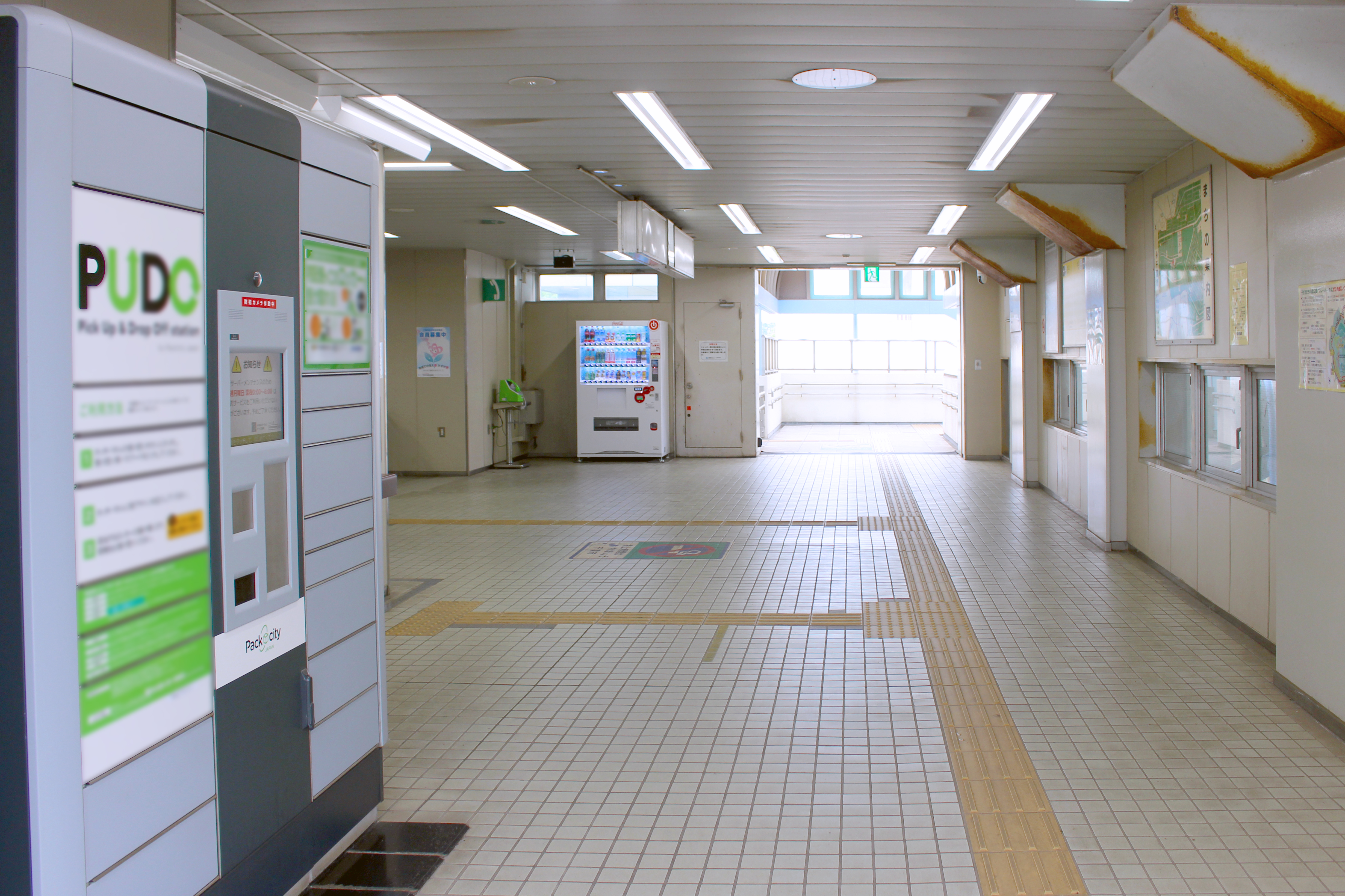
改札外コンコース（2024年7月）
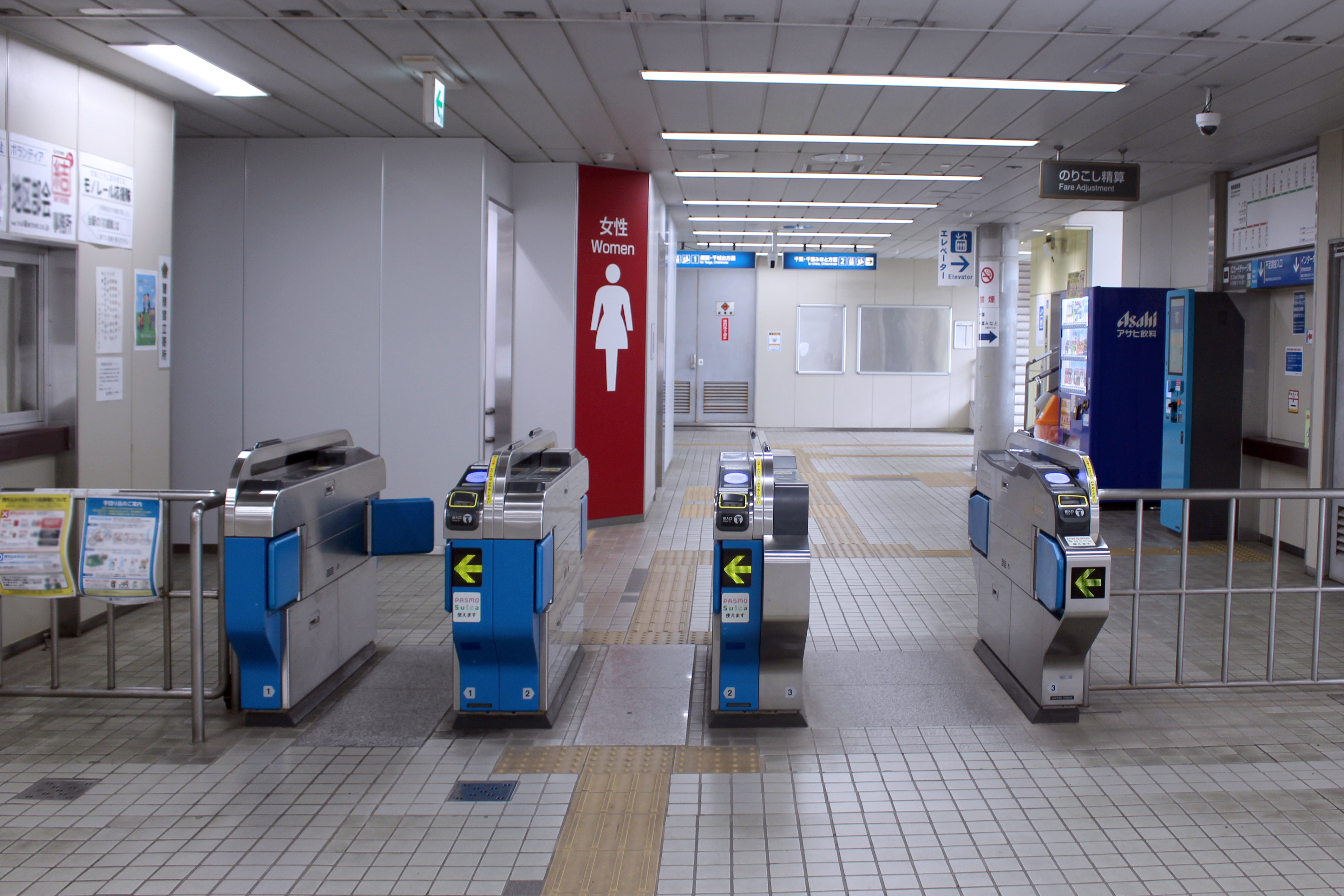
改札口（2024年7月）

### のりば
| 番線 | 路線  | 行先               | 備考                                    |
| ---- | ----- | ------------------ | --------------------------------------- |
| 1    | 2号線 | 都賀・千城台方面   |                                         |
| 2    | 2号線 | 動物公園・千葉方面 | 千葉みなと方面行は千葉駅から1号線へ直通 |

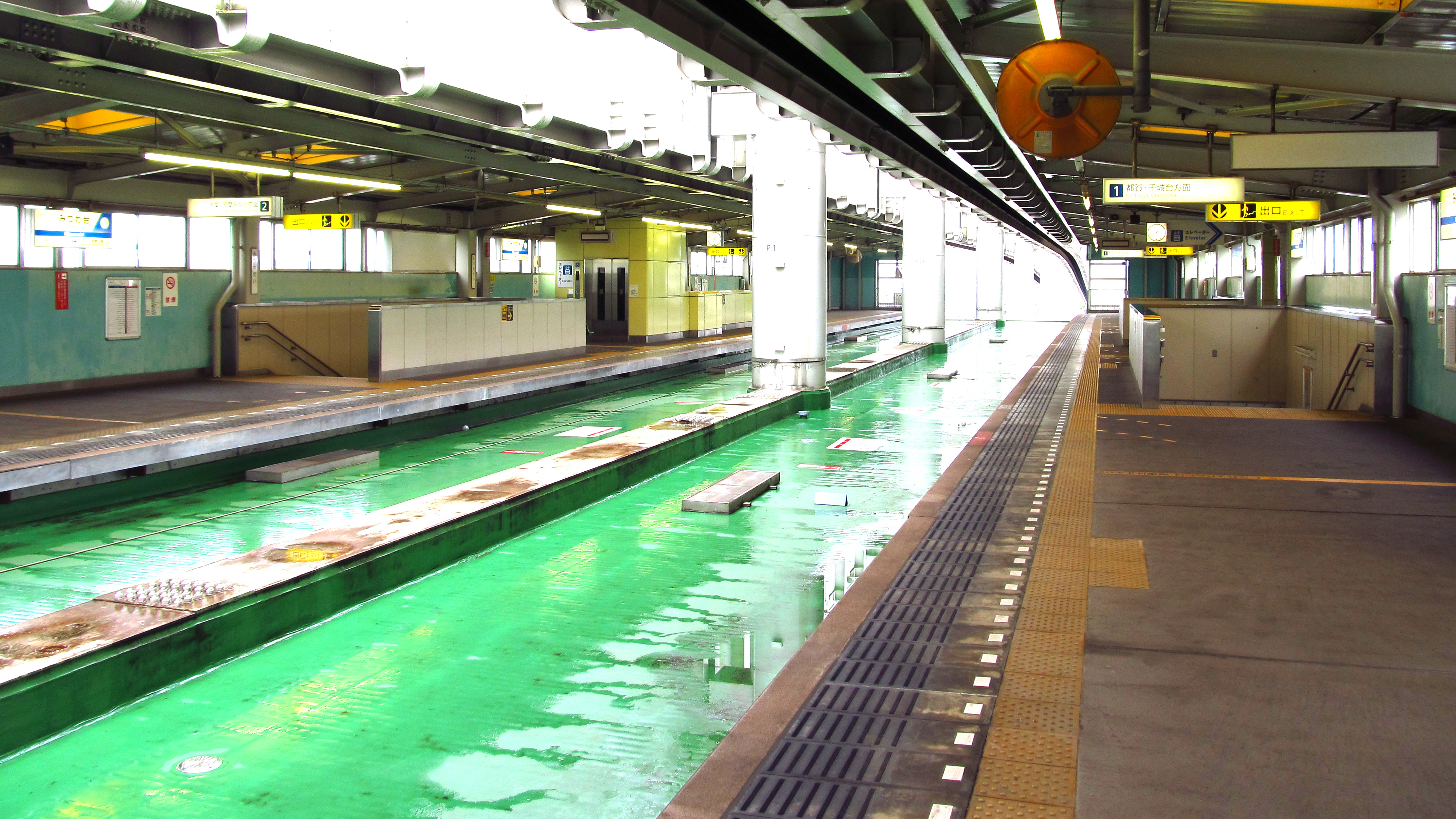
1番線ホーム（2019年7月）
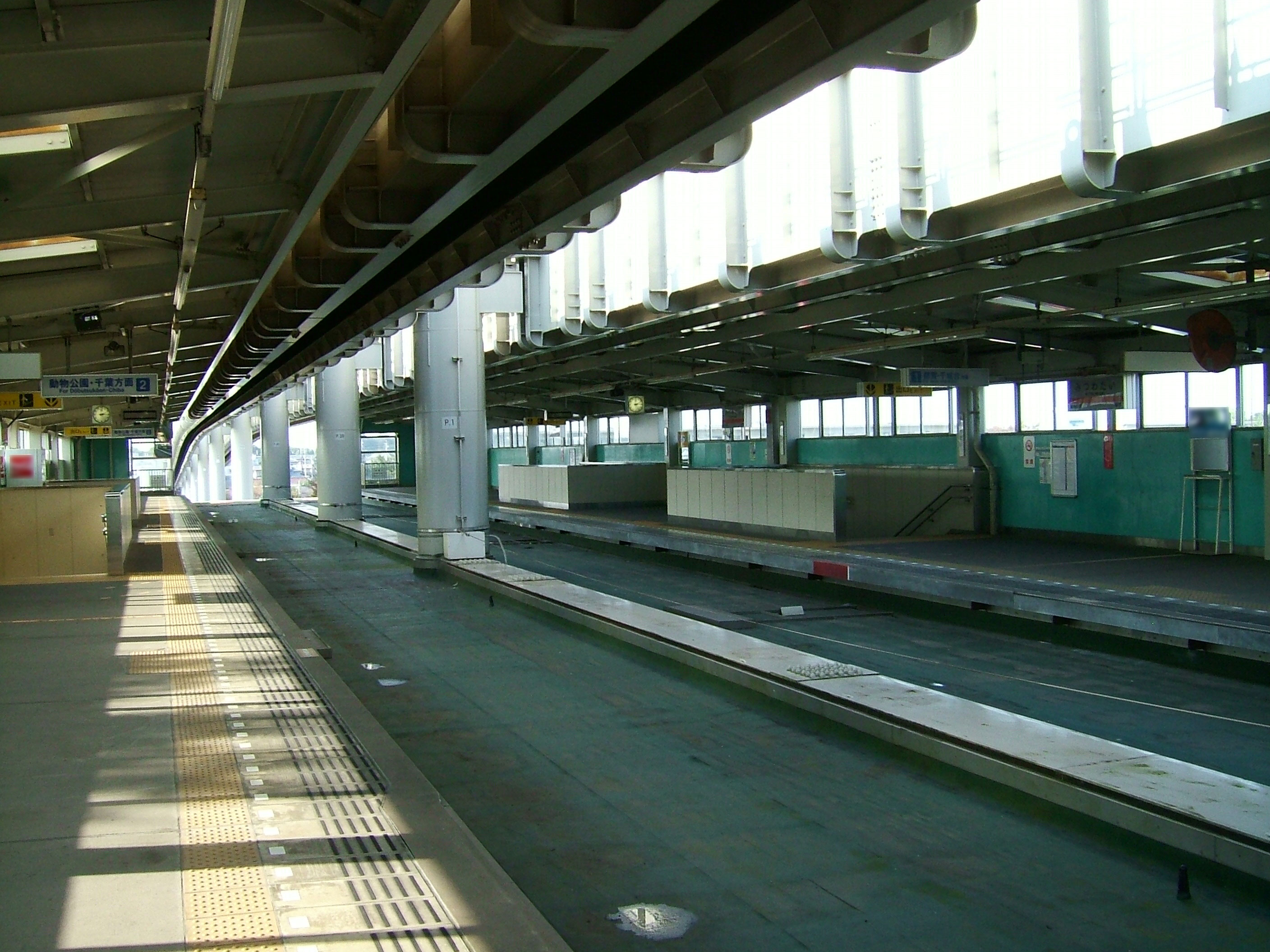
2番線ホーム（2008年10月）
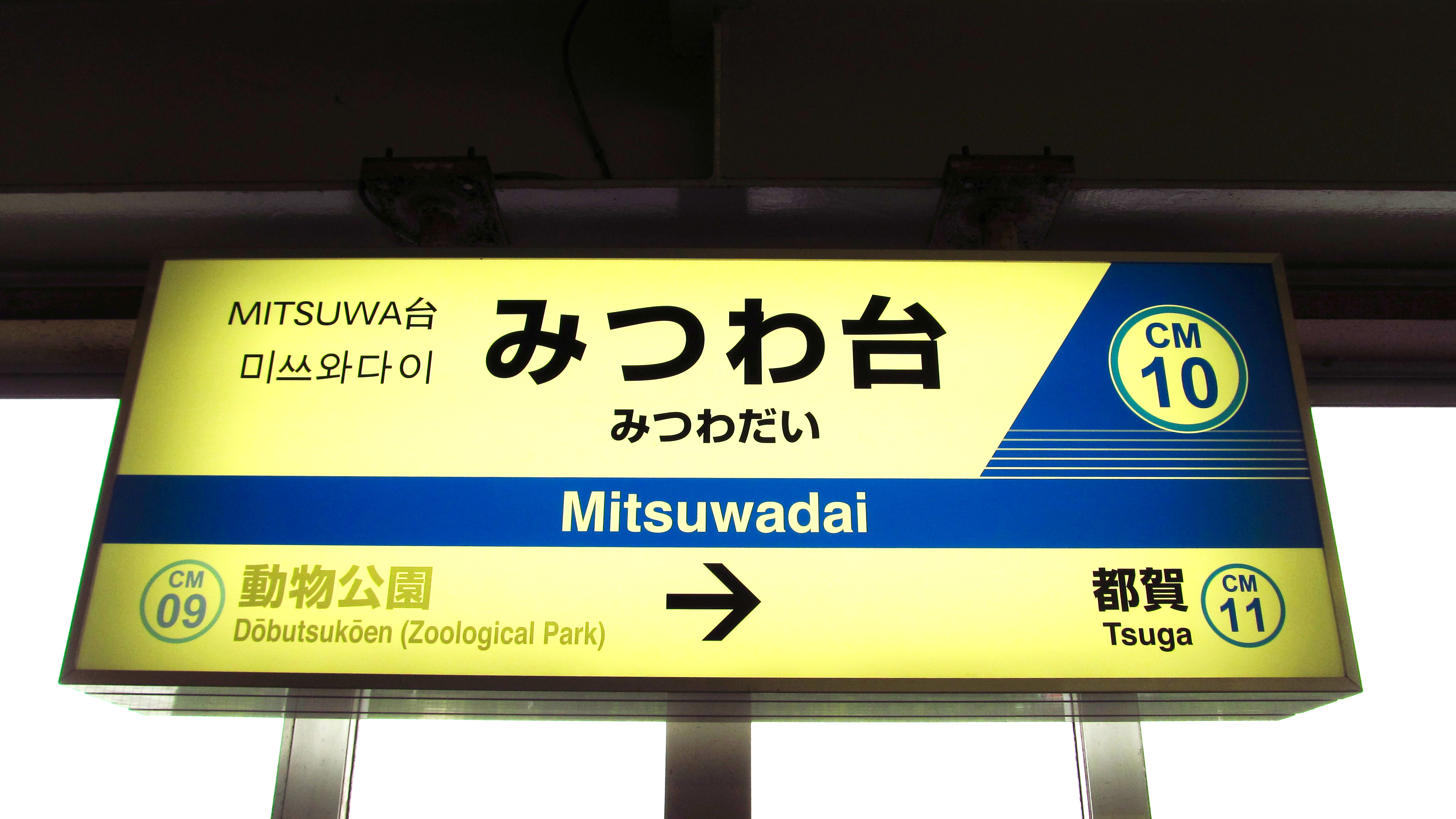
1番線駅名標（2019年7月）
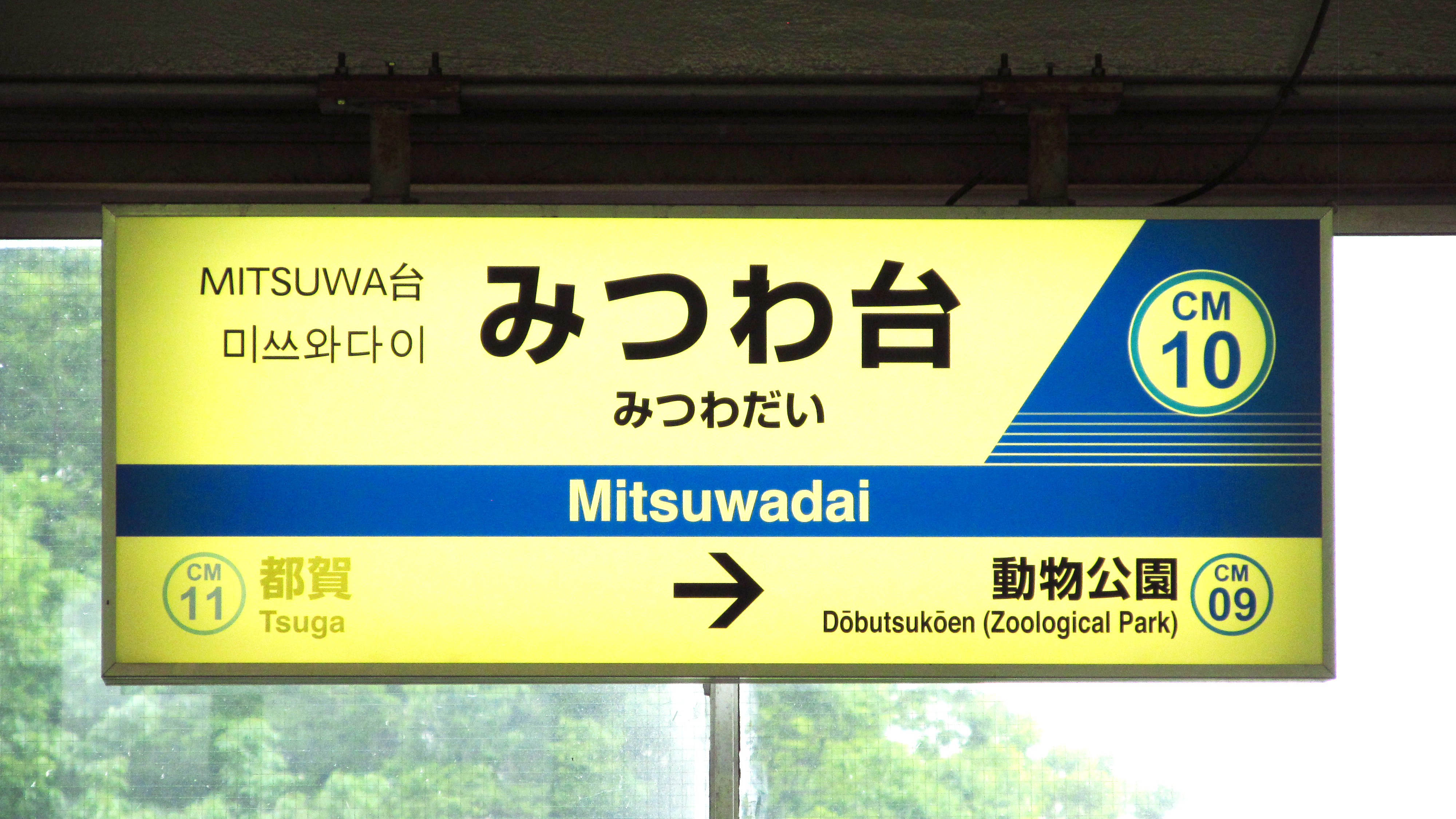
2番線駅名標（2019年7月）

## 利用状況
2023年度の1日平均乗車人員は1,741人である。千葉都市モノレールの駅では、18駅中11位。
近年の1日平均乗車人員推移は下記の通り。
| 年度               | 千葉都市モノレール |
| ------------------ | ------------------ |
| 1999年             | 1,886              |
| 2000年             | 1,875              |
| 2001年             | 1,867              |
| 2002年             | 1,869              |
| 2003年             | 1,790              |
| 2004年             | 1,770              |
| 2005年             | 1,785              |
| 2006年             | 1,771              |
| 2007年             | 1,775              |
| 2008年             | 1,750              |
| 2009年             | 1,699              |
| 2010年             | 1,679              |
| 2011年             | 1,625              |
| 2012年             | 1,671              |
| 2013年             | 1,711              |
| 2014年             | 1,672              |
| 2015年             | 1,704              |
| 2016年             | 1,752              |
| 2017年             | 1,780              |
| 2018年             | 1,774              |
| 2019年             | 1,769              |
| 2020年（令和02年） | 1,358              |
| 2021年（令和03年） | 1,448              |
| 2022年（令和04年） | 1,604              |
| 2023年（令和05年） | 1,741              |

## 駅周辺

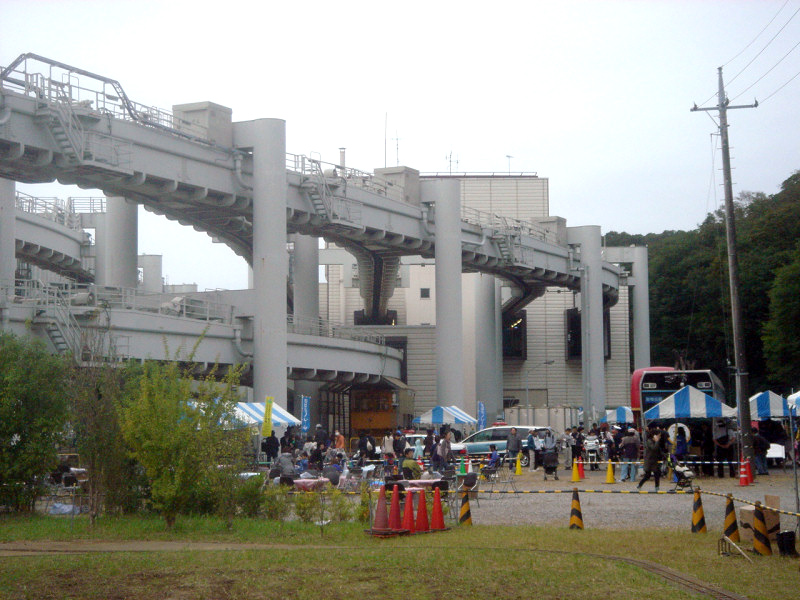
萩台車両基地

駅周辺にはみつわ台団地などの集合住宅・住宅街がある。駅西側には京葉道路・国道14号、駅東側に千葉県道64号千葉臼井印西線、約1.3キロメートル（km）の位置に都賀駅がある。

### 東側

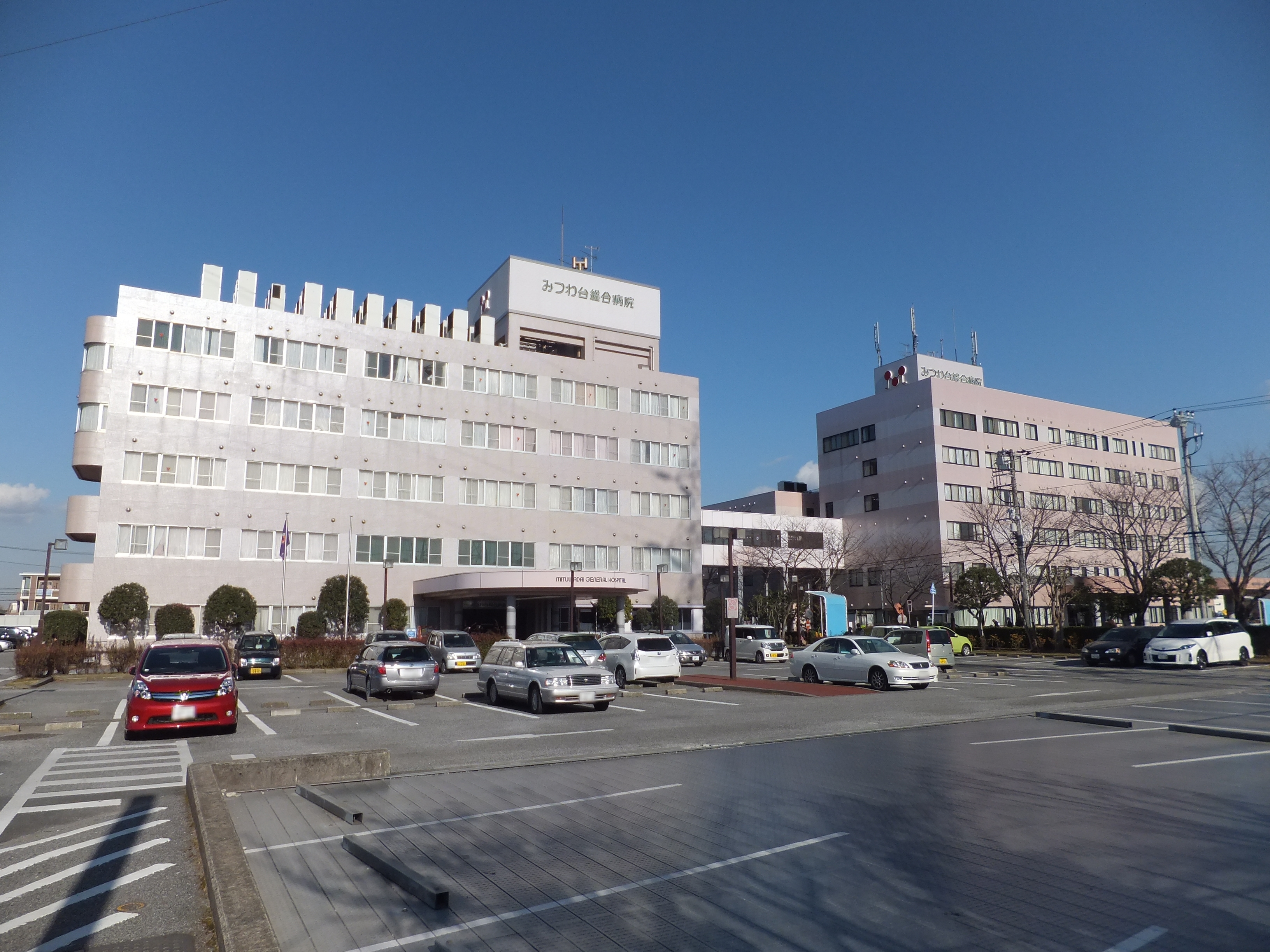
みつわ台総合病院

当駅東側出入口（みつわ台の一部・源町の一部・原町の一部・東寺山町の一部・都賀の台・西都賀）方面。
- 千葉市みつわ台公民館
- 千葉東警察署みつわ台交番
- 千葉市若葉消防署都賀出張所
- みつわ台小売市場協同組合
- 千葉市立みつわ台北小学校
- 千葉市立都賀の台小学校
- 千葉市立源小学校
- みつわ台総合病院
- 千葉みつわ台郵便局
- 千葉西都賀郵便局
- 千葉銀行 みつわ台支店
- 生活クラブ千葉デポー みつわ台
- アコレ みつわ台5丁目店
- 石毛魚類 みつわ台店
- 千葉内陸バス みつわ台車庫
- 千葉市動物公園（管理ゾーン側）
- みつわ台第2公園スポーツ施設（体育館・野球場・テニス場など）

### 西側

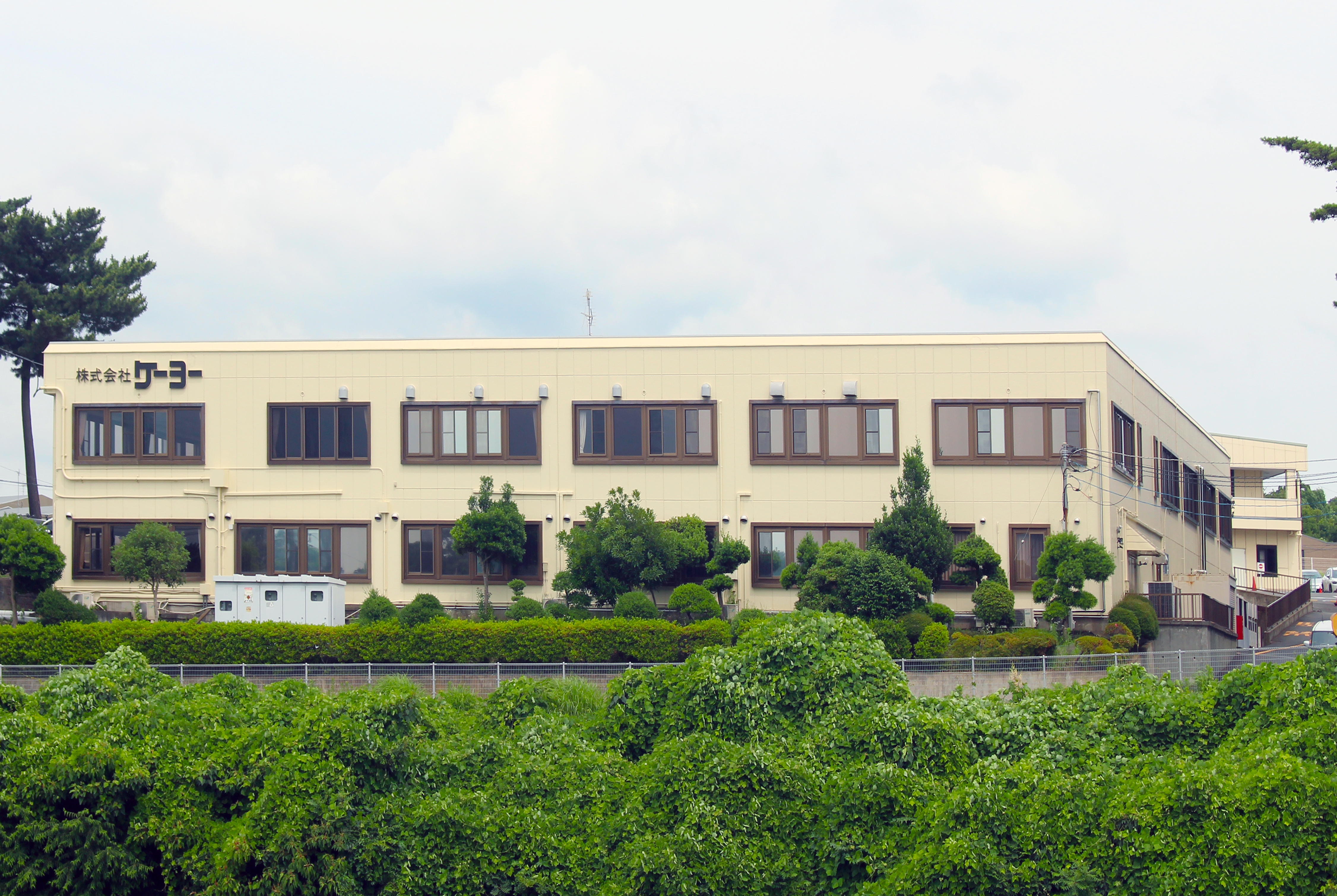
ケーヨー 本社

当駅西側出入口（みつわ台の一部・源町の一部・原町の一部・東寺山町の一部・殿台町）方面。
- 千葉市立みつわ台中学校
- 千葉市立みつわ台南小学校
- わくわく広場 みつわ台店
- ヤオコー みつわ台店
- ジェーソン 千葉みつわ台店
- クリエイトSD 千葉みつわ台店
- 千葉都市モノレール 本社
- ケーヨー 本社
- 読売新聞 千草台サービスセンター
- みつわ台第1公園
  - 東寺山貝塚
- ちばシティ乗馬クラブ
- 殿山ガーデン乗馬クラブ・スクール
- 殿山フットサル・テニスガーデン

## バス路線
| のりば     | 系統       | 主要経由地       | 行先         | 運行会社                           | 備考 |
| ---------- | ---------- | ---------------- | ------------ | ---------------------------------- | ---- |
| みつわ台駅 | みつわ台線 | 動物公園入口     | みつわ台車庫 | 京成バス千葉イースト               |      |
| みつわ台駅 | みつわ台線 | 祐光四丁目       | 千葉駅       | 京成バス千葉イースト               |      |
| みつわ台駅 | 羽田空港線 | 稲毛駅           | 羽田空港     | 京成バス千葉イースト・東京空港交通 |      |
| みつわ台駅 | 羽田空港線 | 都賀駅・四街道駅 | 千代田団地   | 京成バス千葉イースト・東京空港交通 |      |

## 隣の駅
千葉都市モノレール
 2号線
動物公園駅（CM09） - みつわ台駅（CM10） - 都賀駅（CM11）